# Jerzy Engel
Władysław Jerzy Engel (* 6. Oktober 1952 in Włocławek, Polen) ist ein ehemaliger polnischer Fußballspieler und -trainer.

## Spielerkarriere
Engel war nur kurz als Aktiver auf dem Fußballplatz zu finden. Während dieser kurzzeitigen Karriere trug er die Trikots von Junak Włocławek, Polonia Warschau und Hutnik Warszawa. Wegen einer Verletzung musste er diesen Karriereweg jedoch frühzeitig aufgeben.

## Trainerkarriere
Bereits 1976, im Alter von 22 Jahren, stieg Engel ins Trainergeschäft ein und übernahm Hutnik Warschau, für die er als Spielertrainer aktiv war. Nachdem er bis 1981 nur unterklassige Teams betreute, holte ihn der damalige Nationaltrainer Antoni Piechniczek in den Betreuerstab der polnischen Nationalmannschaft. Zusammen mit dem Team erreichten sie bei der WM 1982 in Spanien den dritten Platz. Kurz darauf wendete sich Engel wieder dem Vereinsfußball zu und betreute erneut Hutnik Warschau. Mit Beginn der Saison 1984/85 wurde er Assistenztrainer beim polnischen Top-Klub Legia Warschau, wo er zum Folgejahr Cheftrainer wurde. Auf diesem Posten blieb er zwei Jahre und konnte 1986 den Vize-Meistertitel mit seinem Team erspielen. 1988 wechselte er erstmals ins Ausland und sollte sich als Trainer einen Namen in Zypern machen. Sein erster Klub auf der griechisch-türkischen Insel war 1988 Apollon Limassol. Nachdem er im zweiten Jahr mit Apollon dem zweiten Ligaplatz errang, unterzeichnete Engel bei Konkurrent AE Paphos. Nach nur einer Spielzeit wechselte der Trainer erneut innerhalb der Liga und betreute fortan Nea Salamis Famagusta. Dort blieb er, abgesehen von einer Ausnahme zwischen 1995 und 1996, als Engel als Manager von Legia Warschau arbeitete, bis 1996. Mit Aris Limassol übernahm Engel im Januar 1997 schließlich seinen vierten zypriotischen Klub. Nach einem halben Jahr war hier Schluss und er kehrte wieder nach Polen zurück, wo er für die folgenden drei Jahre als Sportdirektor für seinen früheren Klub Polonia Warschau arbeiten sollte. Er verhalf dem Team wieder zu altem Glanz und konnte 1998 den Vize-Meistertitel hinter LKS Lodz feiern. Anfang des Jahres 2000 übernahm Engel die polnische Fußballnationalmannschaft als Trainer. Er baute die Mannschaft neu auf und installierte aufstrebende Spieler wie Emmanuel Olisadebe, Marcin Żewłakow und Jacek Krzynowek. Außerdem sichtete er im Ausland nach polnischstämmigen Fußballern, um diese für die Landesauswahl zu gewinnen. So strebte er u. a. auch nach dem späteren deutschen Nationalspieler Miroslav Klose. Es gelang ihm, mit der Mannschaft die WM 2002 in Südkorea und Japan erreichen. Es war die erste Qualifikation seit 16 Jahren. In einer Gruppe mit Südkorea, der USA und Portugal scheiterten die Polen jedoch bereits in der Vorrunde. Das letzte Spiel gegen die bereits qualifizierten US-Amerikaner konnte 3:1 gewonnen werden. Es war der einzige Sieg im Turnier. Nach der Weltmeisterschaft wurde Engel durch Zbigniew Boniek ersetzt. Bis 2005 besetzte er nicht mehr den Trainerplatz, sondern arbeitete als Sportdirektor und Manager. Erst als Wisła Krakau ihm ein Angebot vorlegte, unterzeichnete Engel. Schon im Oktober des gleichen Jahres wurde er durch den Klub-Vorstand wegen schlechter Leistungen entlassen. Im Dezember 2005 zog es ihn erneut nach Zypern, wo er den dortigen Top-Klub APOEL Nikosia übernahm. Mit diesen gewann der Trainer den nationalen Pokal. In der Liga führte er Nikosia auf Rang drei, zwei Punkte hinter Meister Apollon Limassol. Bereits im Mai 2006 trennten sich beide Parteien wieder.

## Erfolge als Trainer
- Polnischer Vizemeister 1986 mit Legia Warschau
- Vizemeister von 1990 auf Zypern mit Apollon Limassol
- Polnischer Vizemeister 1998 mit Polonia Warschau
- Gewinn des Pokals von Zypern 2006 mit APOEL Nikosia
- Trainer des Jahres 2000 und 2001 laut der Wochenzeitschrift Piłka Nożna

## Trivia
- Im Sommer 2008 rückte Engels Sohn, ebenfalls Jerzy Engel genannt, und somit auch der frühere Nationaltrainer in die Aufmerksamkeit der breiten Öffentlichkeit, als ihm Betrug und Manipulation im Fußball vorgeworfen wurde.[5][6]
- Nach seiner Trainerkarriere arbeitete Engel als Mitglied der UEFA-Kommission für Entwicklung und technische Unterstützung.[7] Außerdem arbeitet er für den Polnischen Fußballverband und sichtet in dessen Auftrag Spieler für die Nationalmannschaft.
- 2001 wurde Engel hinter Marcelo Bielsa, Sven-Göran Eriksson, Roger Lemerre, Srečko Katanec und José Pekerman, aber noch vor Trainer wie Giovanni Trapattoni und Rudi Völler, zum sechstbesten IFFHS-Trainer des Jahres gewählt.[8] In einer Wahl des IFFHS, der die besten Trainer zwischen 2001 und 2010 listete, kam Engel auf Platz 74. Diesen teilte er sich mit Waleri Georgijewitsch Gassajew, Carlos Ischia und Abel Braga.[9]